# STS–59

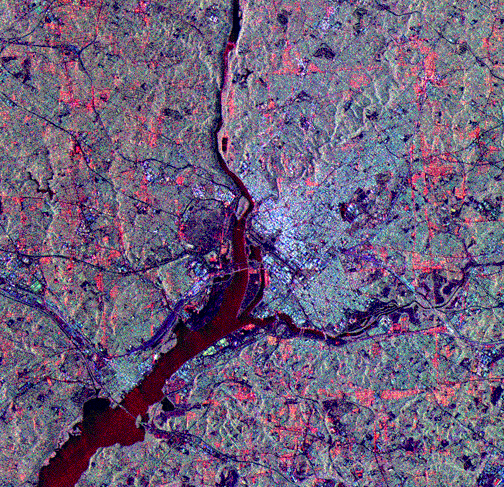
Washington a SIR–C/X–SAR felvételén

Az STS–59 az amerikai űrrepülőgép-program 62., az Endeavour űrrepülőgép 6. repülése.

## Jellemzői
Elsődleges feladat volt a Space Radar Laboratory (SRL–1) platform működtetése.

### Első nap
Eredetileg 1994. április 7-én indult volna, de technikai okok miatt egyre tolódott az indulási időpont. Végül április 9-én a szilárd hajtóanyagú gyorsítórakéták, Solid Rocket Booster(SRB) segítségével Floridából, a Cape Canaveral (KSC) Kennedy Űrközpontból, a LC39–A (LC–Launch Complex) jelű indítóállványról emelkedett a magasba. Az orbitális pályája 88,4 perces, 56,9 fokos hajlásszögű, elliptikus pálya perigeuma 194 kilométer, az apogeuma 203 kilométer volt. Felszálló tömeg indításkor 120 000 kilogramm, leszálló tömeg 107 554 kilogramm. Szállított hasznos teher 12 490 kilogramm
Ez volt az első Space Shuttle küldetés, amikor a hővédő csempék helyett nagy szilárdságú Uni – Piec szálas szigetelést (Tufi) alkalmaztak, tesztelve hővédő képességét. A vízellátási rendszerben kialakult légbuborékok folyamatos munkát (javítás, karbantartás) adtak a legénység számára.

## Hasznos teher
1. Space Radar Laboratory (SRL–1) platform Földről irányítva a küldetés alatt folyamatosan vizsgálta az emberi civilizáció nyomait, jeleit a világűrből és ezek hatásait a természetes környezetre. Fő egységei a Spaceborne Imaging Radar-C/X-Band Synthetic Aperture Radar (SIR–C/X–SAR) berendezések, illetve a Measurement of Air Pollution from Satellite (MAPS) a légszennyezettséget mérő műszer volt. A SIR-C/X-SAR eszközöket a NASA együttműködésével a Német Űrügynökség (DLR) és az Olasz Űrügynökség (ASI) biztosította. A Föld 20%-át, 38,5 mérföldet vizsgáltak át. Vizsgálata során 400 különleges helyszínről készítette adatokat. A rögzített adatok 20 000 enciklopédia kötetben fértek el. Több mint 14 000 fotót készítettek. A Föld alsó légkörében a szén-monoxid arányokat vizsgálták. A legénység 12 órás váltásokban végezte az előírt munkálatokat.
2. Shuttle Amateur Radio Experiment (SAREX) – rádióamatőr kísérleteket végeztek több iskolával, a Föld számos rádióamatőrével. Sikeres összeköttetést hajtottak végre 1200 mérföld távolságban lévő Mir űrállomás legénységével.
3. Get Away Special (GAS) – zárt tartályokban kereskedelmi jellegű kutatások, kísérletek végzése.
4. Visual Function Tester-4 (VFT-4) – a látászavarok kialakulását, megszüntetését vizsgáló műszer (lakótér, vizsgáló laboratórium, számítógépek).
5. National Institutes of Health (NIH) – sejtbiológiai, speciális sejtkultúrák vizsgálata a teljesen automatizált Space Tissue Loss (STL–4 és STL–5) eszközökkel.

### Tizenegyedik nap
1994. április 20-án Kaliforniában az Edwards légitámaszponton (AFB) szállt le. Összesen 11 napot, 5 órát, 49 percet és 29 másodpercet töltött a világűrben. 7 571 762 kilométert (4 704 875 mérföldet) repült, 183 alkalommal kerülte meg a Földet. Egy különlegesen kialakított Boeing 747 tetején visszatért kiinduló bázisára.

## Személyzet
(zárójelben a repülések száma az STS–59 küldetéssel együtt)
- Sidney Gutierrez (2), parancsnok
- Kevin Chilton (2), pilóta
- Linda Godwin (2), rakományfelelős
- Jerome Apt (3), küldetésfelelős
- Michael Clifford (2), küldetésfelelős
- Thomas Jones (1), küldetésfelelős

### Visszatérő személyzet
- Sidney McNeill Gutierrez (2), parancsnok
- Kevin Patrick Chilton (2), pilóta
- Linda Maxine Godwin (2), rakományfelelős
- Jerome Apt (3), küldetésfelelős
- Michael Clifford (2), küldetésfelelős
- Thomas Jones (1), küldetésfelelős